# Bibliothèque universitaire de Greifswald
La bibliothèque universitaire de Greifswald existe depuis 1604 et est l'une des plus anciennes bibliothèques universitaires d'Allemagne. Deux bibliothèques prédécesseurs à la Faculté de droit et à la Faculté des artistes existent depuis 1456, l'année de la fondation de l'université. C'est la bibliothèque centrale de l'Université de Greifswald.

## La bibliothèque d'aujourd'hui
En plus de l'ancien bâtiment conçu par Martin Gropius (ancienne bibliothèque universitaire) près du bâtiment principal de l'université avec les collections de livres les plus anciennes, les nouveaux stocks de la bibliothèque universitaire centrale sur Berthold-Beitz-Platz et de la bibliothèque départementale sur Friedrich-Loeffler-Straße, ouverte en décembre 2015.
Dans les bibliothèques, les utilisateurs disposent au total de près de 1 000 postes de travail avec une connexion Internet. Il y a encore 36 cabines individuelles et 9 salles d'étude de groupe pour une inscription gratuite.

### Inventaire
L'inventaire contient environ 3,1 millions de volumes. Ceux-ci comprennent environ 2,2 millions de livres. Il existe également environ 5 700 revues qui sont tenues à jour. L'inventaire des médias est interdisciplinaire. Les matières qui ne sont pas enseignées à l'université sont également représentées.
De 1998 à 2014, la DFG affecte la bibliothèque à la «zone de collection spéciale des Pays baltes », ce qui a encore accru l'importance de la bibliothèque en tant que site de collection majeur pour la littérature nord-européenne et balte.

### Emplacements
- Bibliothèque universitaire centrale (matières : droit et économie, psychologie, sciences naturelles, médecine)
- Bibliothèque départementale (disciplines : sciences humaines, théologie)
- Ancienne bibliothèque universitaire (collections spéciales Old Book et Pomeranica (de), histoire de l'art, musique)
- Bibliothèque de magazines Am Schiesswall (magasin externe, non accessible aux utilisateurs)

## Bibliothèques héritées

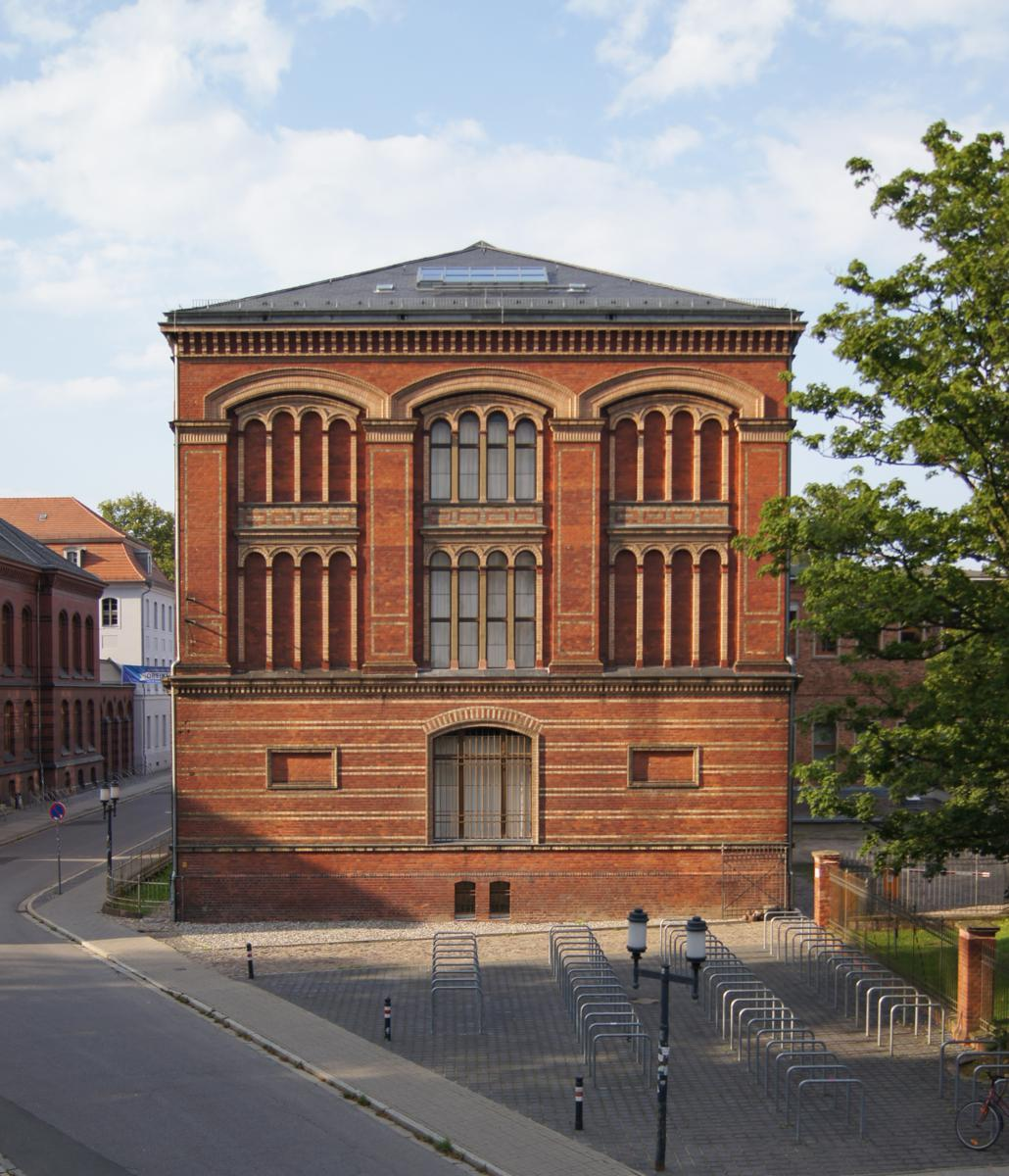
Versant sud du bâtiment Gropius

Dans son testament de 1456, le fondateur de l'université, Heinrich Rubenow (de), lègue sa propre bibliothèque à l'université, qui est évaluée à plus de 1 000 florins. Ces livres sont destinés à la faculté de droit, bien que cet héritage ne semble pas avoir été réalisé. Il n'y a aucune preuve depuis les premiers jours que les avocats ont leur propre bibliothèque. En revanche, l'existence d'une bibliothèque pour la faculté des arts est fort probable ; des notes individuelles et une liste de livres dans le livre du doyen l'indiquent. Rubenow rapporte au semestre d'hiver 1459/1460 qu'en "[...] cette époque [...] une salle du Grand Collège des Artistes est désignée et préparée pour la première fois pour la bibliothèque" et que des livres sont offerts par lui-même ainsi que par Dietrich Stephani, Johannes Parleberch et Nicolaus Degantz (de). Le recteur Heinrich Nacke (de) lègue également plusieurs volumes à l'université en 1461. D'autres dons suivent. Le 29 mai 1463, un premier règlement d'utilisation est mentionné, dans lequel il est stipulé que les livres doivent être rendus dans les huit jours.
Une liste d'inventaire établie par Ludwig Gotthard Kosegarten (de) est ensuite éditée et complétée par Theodor Pyl. La liste contient 73 volumes, certains avec plusieurs écrits. Ce qu'il est advenu de cette première bibliothèque est inconnu.
Une commande de livres auprès du libraire de Wittemberg Samuel Selfisch (de), initiée par Friedrich Runge (de) pour le compte de l'université vers 1603/1604, est généralement considérée comme la naissance de la bibliothèque universitaire de Greifswald. La bibliothèque s'installe dans le bâtiment Ernst-Ludwig érigé en 1597, selon J. Fait (1965) initialement au rez-de-chaussée de l'aile est. En 1607, le doyen de la faculté des arts, Peter Grabow, est nommé premier bibliothécaire. En 1696, la bibliothèque déménage à l'étage supérieur du côté nord. Benjamin Potzerne (de), professeur de logique et de mathématiques, est nommé bibliothécaire. L'année suivante, la bibliothèque est agrandie et des fenêtres sont ajoutées, et le doyen, Christian Saalbach (de), place les livres sur de nouvelles étagères.

La bibliothèque du bâtiment Ernst-Ludwig souffre de la pénétration d'eau à travers le toit qui fuit, ce qui, selon Augustin von Balthasar (de), fait en sorte que les livres humides "[...] gèlent ensemble en hiver, mais durcissent en été"  . En 1750, une salle d'apparat pour la bibliothèque est aménagée dans le nouveau bâtiment du collège; cela sert maintenant d'auditorium de l'université. La dédicace est sur le mur avant

« QVAM / SECVLVM LITTERIS AMICVM / INSTRVXIT / MICIVS AVXIT ORNAVIT / OPTIMO CVIQVE / PATET / BIBLIOTHECA / MDCCL »

En 1882, le premier bâtiment de bibliothèque indépendant est mis en service. Le bâtiment de la Rubenowstrasse, conçu par Martin Gropius, rappelle la Renaissance italienne avec son esthétique antique. La particularité de ce nouveau bâtiment est l'abandon de la bibliothèque en salle avec des étagères murales tout autour, comme c'est le cas jusqu'alors, au profit d'une bibliothèque-magasin. L'ancienne bibliothèque est, après l'aile de la bibliothèque (de) ouverte en 1870 dans le bâtiment principal de l'Université de Rostock, qui ouvre ses portes en 1870, l'ancienne bibliothèque est le premier bâtiment indépendant d'une bibliothèque à système de piles en Allemagne. Les étagères sont des constructions autoportantes en fonte. Le bâtiment d'origine comprend 3 fois 7 axes de fenêtres.
Afin de pouvoir accueillir l'inventaire grandissant, l'architecte gouvernemental Albert Brinckmann agrandit le bâtiment de 4 axes vitrés dans les années 1890 à 1892. Aujourd'hui, l'ancienne bibliothèque universitaire abrite les collections spéciales "Anciens livres & Manuscrits" et "Pomeranica" ; Le bâtiment est un monument historique.

## Bibliothécaires et directeurs
Parmi les bibliothécaires bien connus figurent Christian Saalbach (de). Jakob Wallenius (de) compile les catalogues réels, nominaux et de dépôt en tant que sous-bibliothécaire jusqu'en 1796. Otto Gilbert (de) est directeur de la bibliothèque de 1886 à 1899, Johannes Luther (de) de 1921 à 1927, Joseph Deutsch (de) de 1927 à 1932. Wilhelm Braun (de) dirige la bibliothèque de 1946 à 1955.